# Wojna rosyjsko-turecka (1710–1711)
Wojna rosyjsko-turecka 1710–1711 (1713) – wojna pomiędzy Carstwem Rosyjskim a Imperium Osmańskim, będąca częścią III wojny północnej, rozegraną na teatrze południowoeuropejskim.

## Przyczyny
Po zwycięstwie wojsk rosyjskich w bitwie pod Połtawą w 1709 roku i powtórnym zainstalowaniu przez Rosjan Augusta II w Rzeczypospolitej, król Szwecji Karol XII schronił się na terytorium tureckim (najpierw w Oczakowie, potem od 4 sierpnia 1709 roku na kilka lat w Benderach). Król szwedzki, nie złamany porażką, snuł plany nowej ofensywy na Rosję, tym razem z wykorzystaniem wojsk turecko-tatarskich. W celu nakłonienia sułtana Ahmeda III do wojny, jeszcze latem 1709 roku wysłał do Stambułu swoich reprezentantów (Martina Neugebauera i gen. Stanisława Poniatowskiego). Ich zadanie okazało się niełatwym ze względu na kryzys przywództwa, jaki przeżywała wówczas Turcja. Sułtan stronił od spraw politycznych, ster rządów cedując na wielkich wezyrów, ci natomiast zmieniali się w tym czasie wyjątkowo często (w ciągu 5 lat pobytu Karola XII w Turcji było ich kolejno aż siedmiu), a ponadto różnili się bardzo w swym podejściu do relacji z Rosją. Zwolennikiem wojny był z pewnością chan krymski Dewlet II Girej. Przez ponad rok w Stambule trwały intrygi i gry polityczne mające na celu wywołanie wojny turecko-rosyjskiej. Posłom szwedzkim sprzyjała niewątpliwie sama prowokacyjna polityka cara Piotra I, m.in. rozbudowa umocnień wokół Azowa czy napad wojsk rosyjskich gen. Wołkońskiego na mołdawską wieś Czernica, gdzie wzięto do niewoli 300 żołnierzy szwedzkich Axela Gyllenkrooka zmierzających do Polski (wrzesień 1709 r.). Wreszcie car wystąpił z kategorycznym żądaniem wydania Karola XII, grożąc rozpoczęciem wojny. W odpowiedzi Turcy uwięzili posła rosyjskiego w Stambule i 2 grudnia 1710 roku (21 listopada kalendarza juliańskiego, 20 listopada kalendarza szwedzkiego) sułtan oficjalnie ogłosił wojnę z Rosją. Jej celami miały być: zwrot Azowa, wyprowadzenie wojsk rosyjskich z Rzeczypospolitej i uznanie przez Rosję Leszczyńskiego za króla polskiego, niepodległość dla Kozaków oraz zwrócenie Szwecji wszystkich rosyjskich zdobyczy nad Bałtykiem.

## Przebieg
Car zawarł sojusz z hospodarem mołdawskim Dymitrem Kantemirem oraz z hospodarem wołoskim, wysłał agitatorów do bałkańskich chrześcijan i nad wyraz pewny siebie zapowiadał rychłe zdobycie Stambułu. Wojska tureckie zgodnie z tradycją gromadziły się pod Adrianopolem. Jednocześnie do obozu szwedzkiego pod Benderami ściągali polscy emigranci polityczni (stronnicy Stanisława Leszczyńskiego), m.in. Józef Potocki, Stanisław Tarło, Jan Sapieha, Michał Wiśniowiecki i Adam Śmigielski. W Szwecji pod nieobecność króla władzę sprawowała Rada Królewska, panowały w niej nastroje ugodowe i kunktatorskie. Rozkazy królewskie, które do ojczyzny docierały z opóźnieniem, były realizowane z opieszałością. Karol XII chciał, aby wraz z ofensywą turecką do Rzeczypospolitej wkroczyła z Pomorza armia szwedzka, do tego jednak ostatecznie nie doszło.
W lutym 1711 roku na Ukrainę Prawobrzeżną ruszyła wspólna wyprawa kozacko-tatarsko-polska, którą dowodzili Filip Orlik, Józef Potocki oraz syn chana krymskiego. Jej celem było wzniecenie powstania kozackiego przeciwko okupacyjnym wojskom rosyjskim (stąd Tatarzy mieli powstrzymać się od grabieży ludności cywilnej). Sojusznicza armia po początkowych sukcesach dotarła do Białej Cerkwi, nie potrafiła jednak zdobyć tej twierdzy. W szeregi Tatarów wdarło się rozprężenie i zniechęcenie, wreszcie wycofali się zupełnie, paląc wsie i biorąc ludność w jasyr. W ślad za nimi odeszli również Kozacy, a część oddziałów polskich ruszyła w kierunku Litwy. Niepowodzenie na Ukrainie nie miało jednak większego znaczenia, do decydującego starcia miało bowiem dojść na terenie Mołdawii.
Dnia 25 lutego (8 marca kalendarza juliańskiego) 1711 roku w Moskwie uroczyście proklamowano wojnę z Turcją. W marcu 1711 roku wielka armia turecka na czele z wezyrem Mehmedem Baltadżim Paszą wyruszyła spod Adrianopola na północ. Wezyr, przerażony wieściami o potędze wojsk rosyjskich (które w czerwcu przekroczyły Dniestr i ruszyły w kierunku Prutu), a rozpuszczanymi przez hospodara mołdawskiego, zatrzymywał się pod lada pozorem. Przyspieszenie marszu nastąpiło dopiero po wykryciu zdrady hospodara i pod wpływem ponagleń Stanisława Poniatowskiego (którego rad – jako posła Karola XII – wezyr był zmuszony słychać z rozkazu sułtana). Pod koniec czerwca Turcy przeszli most na Dunaju (w okolicy Isakczy) i połączyli się z Tatarami Dewlet Gireja II. W tej sytuacji konne siły przednie wojsk rosyjskich pod wodzą feldmarszałka Borysa Szeremietiewa, operującego dotąd wzdłuż lewego brzegu Prutu, a którego zadaniem było opanowanie przepraw na Dunaju, skierowały się z powrotem na północ, w kierunku na Jassy. Po sforsowaniu Prutu siły te 14 (3) lipca dołączyły do głównej armii rosyjskiej pod dowództwem cara Piotra I (która liczyła teraz 40 tysięcy lub więcej żołnierzy).
Tymczasem po połączeniu z Tatarami wojsko tureckie (100 tysięcy lub więcej) zatrzymało się na kilkudniowy postój, a wezyr z chanem wysłali zaproszenie do Karola XII aby przybył do nich z Benderów na naradę wojenną. Ten jednak, drażliwy na punkcie swej królewskiej godności, odmówił, uznając że brak w tureckim obozie osoby sułtana wyklucza też i jego obecność. Zarówno wezyr, jak i chan, uznali to za zniewagę stając się odtąd nieprzejednanymi wrogami szwedzkiego króla. Następnie siły obydwu stron wznowiły marsz. Rosjanie zdążali na południe prawym brzegiem Prutu, Turcy na północ, lewym brzegiem tej rzeki. W trakcie marszu na południe Piotr wysłał przodem korpus gen. Roennego w celu wywarcia presji na hospodarze wołoskim oraz w celu zajęcia leżących nad Dunajem Gałacza i Braiły. Do spotkania głównej armii tureckiej i rosyjskiej doszło nad Prutem, w okolicy miejscowości Falczi. Wielki wezyr, tchórzliwy i bez doświadczenia militarnego, nie był skory do konfrontacji. Dopiero odwrót armii rosyjskiej ośmielił go do szybkiego przerzucenia dwóch mostów i przekroczenia rzeki (18/7 lipca). Tatarzy przeszli rzekę już parę dni wcześniej i zaczęli okrążać wojska rosyjskie. Po dwóch dniach zaciętych walk i nieustannej szarpaniny z Tatarami (19–20/8–9 lipca) armia rosyjska została przyparta do rzeki i okrążona pod miejscowością Stănilești, gdzie doszło do decydującego rozstrzygnięcia kampanii pruckiej.

## Skutki
Dnia 23 (12) lipca 1711 Piotr I zmuszony był podpisać pozornie niekorzystny dla siebie traktat prucki, na mocy którego Rosja zwracała Turcji Azow i zobowiązała się do zburzenia kilku twierdz nad Morzem Azowskim (m.in. Taganrogu, Bogorodicku i Kamiennej Łachy). Ponadto Rosja zrzekała się zwierzchnictwa nad Kozaczyzną Zaporoską (przechodzili pod protekcję Turcji), deklarowała ewakuowanie swoich wojsk z Rzeczypospolitej i nie mieszanie się w jej wewnętrzne sprawy. Oferowała wolny przejazd dla Karola XII przez swoje terytorium i miała zlikwidować swoje stałe przedstawicielstwo dyplomatyczne w Stambule. Jako zakładników car przekazał Turkom Piotra Szafirowa (głównego negocjatora rozejmu) oraz pułkownika Michaiła Szeremietiewa (syna feldmarszałka Borysa). W zamian za to Rosjanie uzyskali możliwość wycofania się z Mołdawii (wraz z hospodarem Kantemirem) ku granicy na Dniestrze. Odwrót sił rosyjskich odbywał się pod osłoną tureckiej eskorty chroniącej wojsko carskie przed napadem Tatarów niezadowolonych z zawarcia rozejmu (spustoszone zostało wówczas także polskie pogranicze).

## Dalsze wydarzenia
Car nie wykonał postanowień rozejmu. Na przełomie 1711 i 1712 roku Turcy wsparli wyprawy wojskowe podejmowane przez stronników Leszczyńskiego z terytorium Mołdawii w głąb Polski. Jedna z nich poprowadzona przez pułkownika Jana Grudzińskiego dotarła na przełomie wiosny i lata 1712 roku aż do Wielkopolski, w rejon Skwierzyny i Międzychodu, czyli pod granicę polską-brandenburską. Wyprawy na Pokucie i Podole podejmował też Józef Potocki. Wezyr Baltadżi został w listopadzie 1711 roku złożony z urzędu i zesłany na wyspy greckie. Dopiero pod groźbą wznowienia działań wojennych przez Turków Piotr wydał Azow i zniszczył umocnienia Taganrogu. W kwietniu 1712 roku zawarto układ rosyjsko-turecki renegocjujący traktat prucki. Rosjanie wciąż jednak zwlekali z opuszczeniem Rzeczypospolitej stąd w listopadzie 1712 roku sułtan postanowił wznowić wojnę i ukarał śmiercią kolejnego zbyt opieszałego wezyra - Ağę Yusufa Paszę. W tym postanowieniu wspierał sułtana Karol XII obiecując wznowienie wojny zaczepnej przez Szwecję. Aby ofensywa szwedzka z Pomorza była jednak skuteczna należało przerzucić na ten odcinek frontu samego króla. Planowano przewieźć go przez teren Rzeczypospolitej pod osłoną Tatarów dowodzonych przez samego chana. Karol XII odkrył jednak listy między Dewlet Girejem II a hetmanem Adamem Sieniawskim, z których wynikało, że chan (wciąż pełen urazy i niechęci wobec Karola XII) planował wydać go w Polsce stronnikom Augusta II. Król szwedzki odmówił zatem opuszczenia Turcji. Postanowiono zmusić go do tego siłą. Dnia 12 (1) lutego 1713 roku wojska turecko-tatarskie uderzyły na obóz szwedzkich emigrantów w Warnicy pod Benderami. Doszło do jednodniowej krwawej potyczki (która do historii przeszła jako kalabalik lub "awantura w Benderach").
Ahmed III postanowił wreszcie załagodzić konflikt z Karolem XII. Chan Dewlet Girej II został zdjęty z tronu i zesłany na wyspy greckie, usunięto z urzędu także Ismaela paszę, seraskiera benderskiego odpowiedzialnego za napad na króla. Jednocześnie Karol został przeniesiony do Demotiki, a potem do pałacu Timurtasz pod Adrianopolem. Problemy armii szwedzkiej na Pomorzu i w Finlandii zniechęciły jednak Turków do planów dalszego kontynuowania wojny. Na wielkiej radzie wojennej w Adrianopolu w czerwcu 1713 roku zdecydowano o podjęciu rozmów z Rosjanami na temat zamiany rozejmu pruckiego w stały traktat pokojowy. Ostatecznie zawarto go 3 lipca (22 czerwca) 1713 roku (traktat adrianopolski (1713)).

## Epilog
Ostatnie próby nakłonienia Turcji do nowej wojny z Rosją, a w ostateczności tylko do interwencji w Rzeczypospolitej podejmował jeszcze Stanisław Leszczyński, przebywający w Turcji od stycznia 1713 roku. W zamian za pomoc polski eks-król obiecywał oddanie Turkom Ukrainy Prawobrzeżnej. Latem 1713 roku wyprawa turecko-tatarsko-polsko-szwedzka wraz z Leszczyńskim dotarła pod Chocim (który przy okazji, wraz z przyległym okręgiem, odebrano Hospodarstwu Mołdawskiemu i włączono bezpośrednio do Imperium Osmańskiego). Wyprawa nie przyniosła jednak większych rezultatów (zamiast spodziewanego powstania przeciwko Augustowi II na granicy zastano wierne mu wojska polskie, a w obronie Wettyna wystąpił również cesarz Karol VI). Wreszcie w tym samym czasie nadeszła wieść, że car ratyfikował pokój adrianopolski. W tej sytuacji Turcy wycofali się, a 22 (11) kwietnia 1714 roku sułtan potwierdził posłowi Augusta II, wojewodzie mazowieckiemu Stanisławowi Chomentowskiemu, wszystkie postanowienia traktatu karłowickiego. W maju 1714 roku z Turcji wyjechał Stanisław Leszczyński oraz Stanisław Poniatowski, zaś jesienią 1714 roku terytorium tureckie opuścił Karol XII.